# La Düsseldorf
La Düsseldorf fue una banda alemana de krautrock conformada por Klaus Dinger, Thomas Dinger y Hans Lampe. Klaus Dinger había formado parte de Kraftwerk y posteriormente de Neu!, que conformó junto a Michael Rother. Luego de la grabación de Neu! '75, Neu! se separó y Klaus formó La Düsseldorf junto a su hermano Thomas y a Lampe, quienes tocaron la batería en algunas canciones de ese álbum.
La Düsseldorf editó tres álbumes de estudio entre 1976 y 1981, además de una serie de singles, y fueron más exitosos que los demás proyectos de Klaus Dinger (llegando a vender un millón de discos). Es considerada una banda muy influyente por artistas como Brian Eno y David Bowie, quien llegó a llamar al grupo "la banda sonora de los 80".
Luego de la separación los integrantes del grupo estuvieron enfrentados en conflictos legales relacionados con cuestiones financieras. Dinger seguiría trabajando posteriormente en proyectos como La! Neu? (cuyo nombre hace referencia a sus dos grupos, Neu! y La Düsseldorf).

## Integrantes
- Klaus Dinger – voz, guitarra, teclados.
- Thomas Dinger – voz, percusión.
- Hans Lampe – percusión, efectos electrónicos.

### Colaboradores
- Harald Konietzko – bajo (1978).
- Andreas Schell – piano (1978)
- Nikolaus VanRhein – teclados (1976)

## Discografía

### LP
- La Düsseldorf (1976)
- Viva (1978)
- Individuellos (1980)
- Mon Amour (2006)

### Singles
- Silver Cloud/La Düsseldorf (1976)
- Rheinita/Viva (1978)
- Dampfriemen/Individuellos (1980)
- Ich liebe Dich, Teil 1/Ich liebe Dich, Teil 2 (1983)

### Maxisencillos
- Rheinita/Viva (1978)
- Dampfriemen/Individuellos (1980)
- Ich liebe Dich/Koksknödel (1983)